# Råttgift

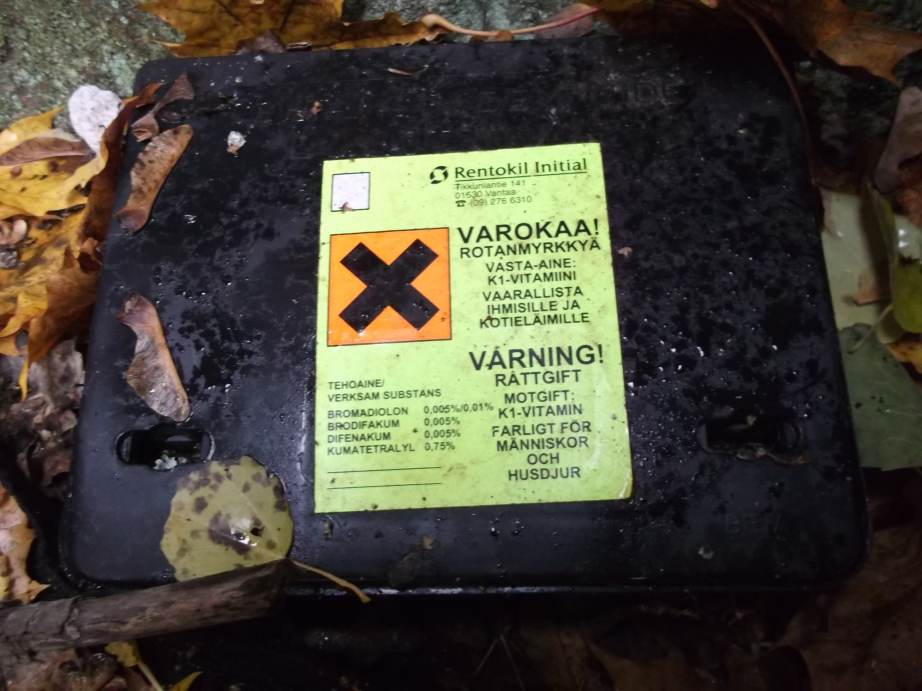
Råttgift.

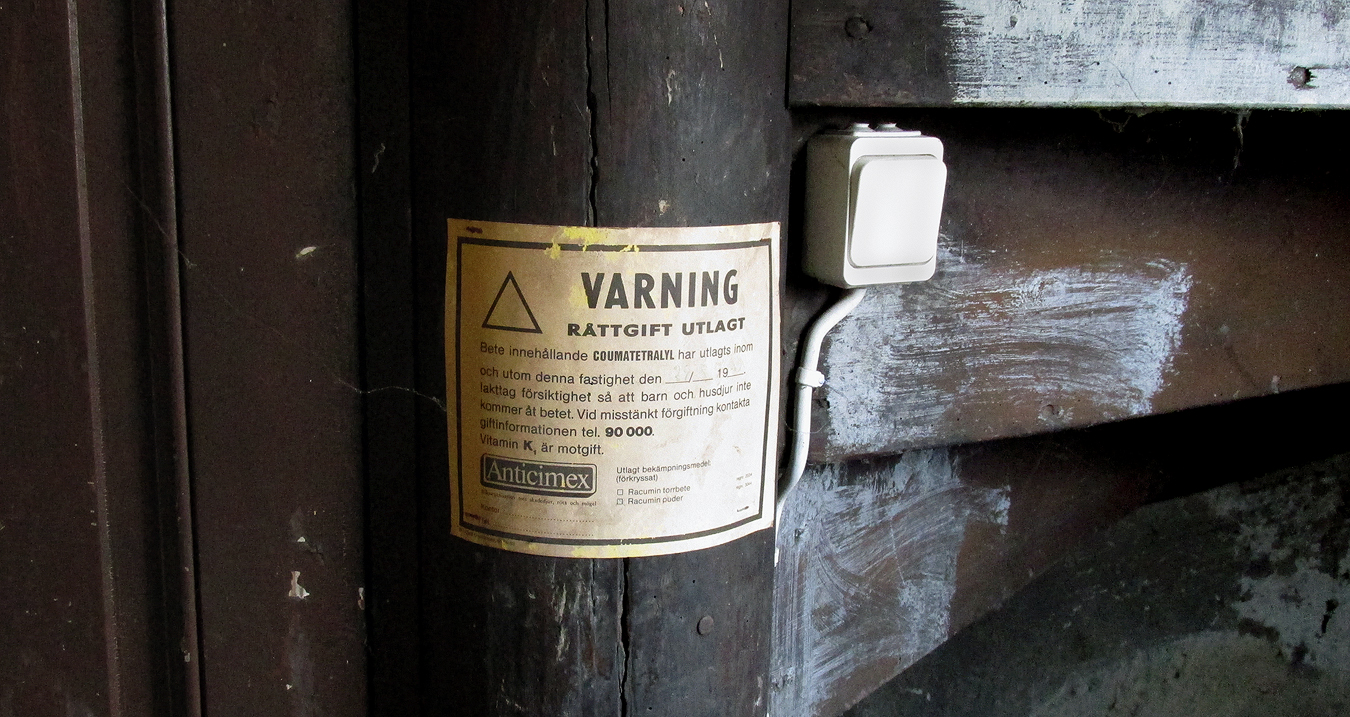
En gammal varningsskylt från Anticimex om utlagt råttgift.

Råttgift innehåller ofta ett antikoagulerande ämne. 
Råttgift är den vanligaste metoden för bekämpning av gnagare men ger sällan långvarig bot eftersom råttgiftet lockar till sig nya gnagare.[källa behövs]
Det klassiska råttgiftet är warfarin och ger upphov till inre blödningar. Djuret blir törstigt och söker efter vatten att dricka. Slutligen dör djuret av blodförlust. Var det dör någonstans går inte att styra och många hus med kadaverlukt vittnar om denna problematik. 
Många råttor har utvecklat tolerans mot första generationens antikoagulantia och man behöver därför använda de mer potenta 2:a generationens antikoagulantia som brukar gå under beteckningen superwarfariner. Ett exempel är Difenakum.

## Förgiftning
Vid intag av råttgift är behandling med tarmtömning möjlig. Man kan även använda aktivt kol för att förhindra upptag. Motmedel vid förgiftning är vitamin K, innan man sätter in det bör man dock uppskatta graden av förgiftning med upprepade blodprover där man kontrollerar PK. 